# Təzəkənd (Tərtər)
Təzəkənd è un comune dell'Azerbaigian situato nel distretto di Tərtər.